# Vanha
Vanha (finnisch Alt) ist eine 2016 gegründete Funeral-Doom-, Death-Doom- und Gothic-Metal-Band.

## Geschichte
Jan „Janne“ Johansson gründete das Projekt Vanha im Sommer 2016. Nach der Aufnahme zweier Demo-Stücke trat der Schlagzeuger Jesse Oinas noch im gleichen Jahr dem Projekt bei. Johansson steuerte die gesamte verbleibende Instrumentierung sowie den Gesang zum Debüt bei. Das zweite Album nahm Johannson allein auf, nachdem Oinas Vanha aufgrund „anderer Prioritäten“ verlassen hatte. Das Debüt Within the Mist of Sorrow erschien 2016 über Black Lion Records. Das zweite Studioalbum Melancholia erschien zwei Jahre später beim gleichen Label.
Within the Mist of Sorrow sowie Melancholia wurden von der internationalen Presse weitestgehend positiv aufgenommen. Melancholia wurde derweil von den Webzines Metalunderground.at und XXL Rock gar mit der jeweiligen Bestnote versehen. In einem zur Veröffentlichung des Albums Melancholia geführten Interview äußerte Johansson den Wunsch, Vanha zu einer Band auszubauen und Auftritte zu absolvieren, erläuterte jedoch, dass sich bis zu diesem Zeitpunkt keine stabile Bandkonstellation ergeben hätte.

## Stil
Die Musik von Vanha wird dem Funeral Doom, Death Doom und Gothic Metal zugeordnet. Für die Website Doom-Metal.com wird die von der Gruppe präsentierte Spielform als „melancholische“ und „atmosphärische“ sowie als „unheimliche“ Variante des Genres beschrieben. Als Vergleich wird auf eine Mischung aus einer „nebulösen, natürlichen Stimmung“ die jener Agallochs entspricht und der „orchestralen und knurrenden/flüsternden/gesprochenen Düsternis“ von Saturnus verwiesen.
In Rezensionen wird die Musik hinzukommend als der „Hochphase“ des Gothic Metal entsprechend beschrieben. So werden in Rezensionen Vergleiche zu Mourning Beloveth, My Dying Bride, The Sins of Thy Beloved, Paradise Lost, Tiamat und ähnliche den Stil prägende Vertreter bemüht. In einer Abgrenzung zur veränderten Wahrnehmung des Genres wird in einer Besprechung des Debüts die Musik als Gothic Metal aus „Zeiten in denen das Genre noch einen ernstzunehmende Sache war und nicht durch Elfenelsen, Kajal und Plastikklang verweichlicht wurde“ beschrieben und eine Parallele zu den Vertretern des Labels Peaceville Records (My Dying Bride, Anathema und Paradise Lost) gezogen.
Die Musik orientiere sich an entsprechenden Vorbildern und sei „geradezu klassisch“ im Genre verhangen. „Schwere aber epische Gitarrenwände transportieren guttural-tiefe Growls, während dezente Pianoklänge, Synths und eine traurige Geige für emotionale Obertöne sorgen. […] Gelegentlich eingesetzter Klargesang […] oder Sprechgesang“ ergänzen das Klangbild hinzukommend.

## Diskografie
- 2016: Within the Mist of Sorrow (Album, Black Lion Records)
- 2018: Melanchlolia (Album, Black Lion Records)